# Alchemia (album różnych artystów)
Alchemia – album byłych członków zespołu Mold (Królikowski, Zielińska) powstały przy współudziale trzech krakowskich muzyków (pozostali), wydany w październiku 2004.
Wyrok sądu potwierdził, że były członek zespołu Mold – Królikowski – do swojej działalności wykorzystywał nazwę Mold bezprawnie, tym samym nie należy omawianego wydawnictwa zaliczać w poczet dokonań zespołu Mold.
Na płycie, oprócz muzyki, znalazł się również teledysk do utworu „Jeszcze” oraz film pokazujący jak przebiegała praca nad albumem.

## Lista utworów
1. Intro
2. Furia
3. Dysonans
4. Jeszcze
5. Coraz mniej
6. Moa
7. Silva
8. Czarny list
9. Igła
10. Tędy
11. Pozytywny
12. Po drugiej stronie lustra
13. Id
14. Outro

## Wideografia
- „Jeszcze” (wersja singlowa, krótsza od tej zamieszczonej na płycie)